# China Open 2015 (Tennis)
Die China Open 2015 fanden vom 3. bis 10. Oktober 2015 im Olympic Green Tenniszentrum in Peking statt. Bei den Männern waren sie ein Teil der ATP World Tour 500, bei den Damen handelte es sich um ein WTA Premier Mandatory Turnier.

## Herren
→ Qualifikation: China Open 2015 (Tennis)/Herren/Qualifikation

## Damen
→ Qualifikation: China Open 2015 (Tennis)/Damen/Qualifikation